# Tortellatge

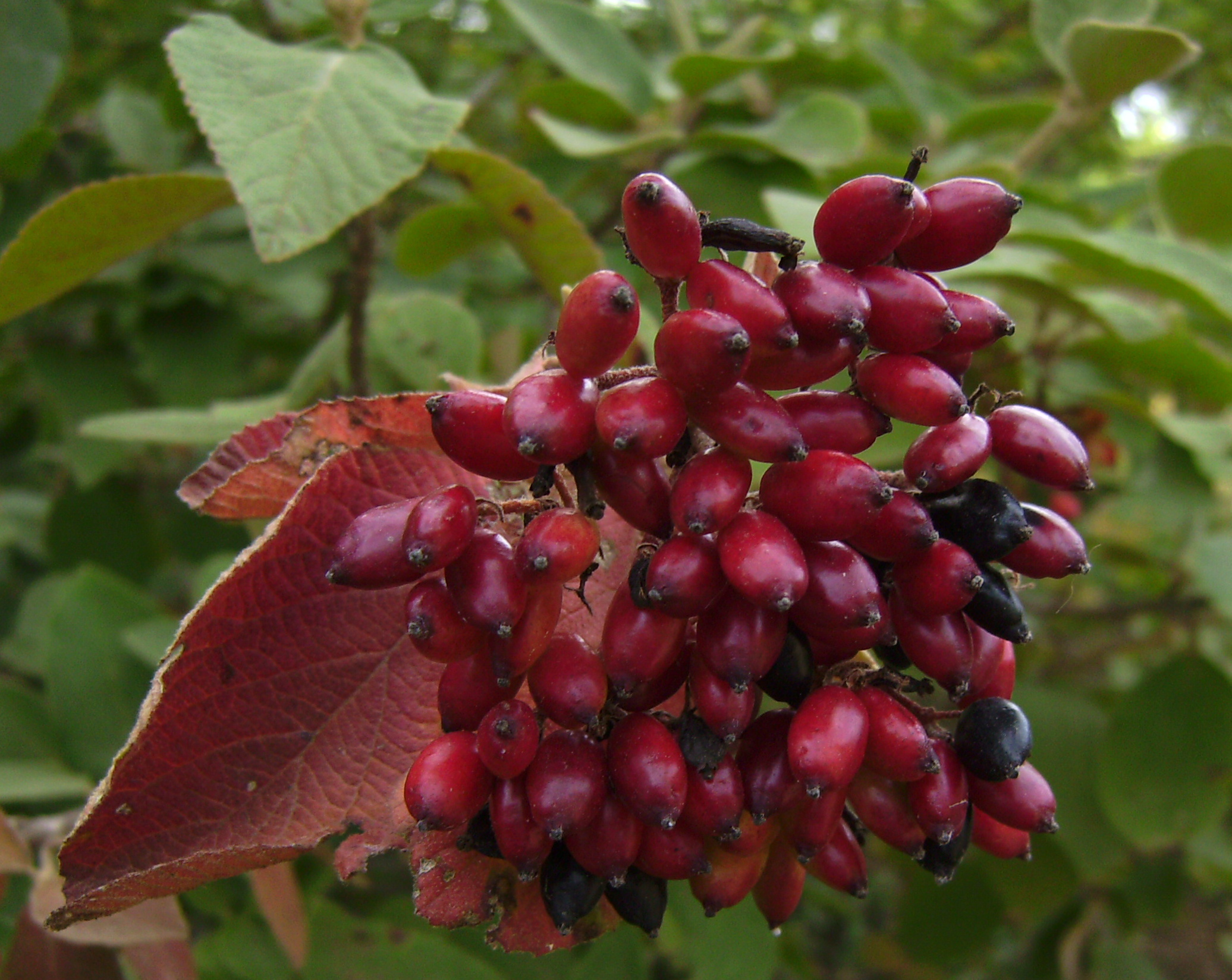
Els fruits inmadurs són de color vermell, en aquest cas alguns ja són madurs, de color negre.

El  tortellatge, cantellatge, cartellatge o tintillaina (Viburnum lantana) és una espècie de planta amb flors del gènere Viburnum dins la família de les
viburnàcies (Viburnaceae).
Addicionalment pot rebre els noms de barbadell, lantana, mentironeres, tintillainera i viburn. També s'han recollit les variants lingüístiques barbadejo, cantillatge, castellatge, pintolaina, quinquillaina, turtillaina, vetilaina i viorn.

## Descripció
És un arbust caducifoli que ateny els dos metres d'altura.
L'escorça, primer és marró groguenca i després grisenca i estriada longitudinalment.
Les branques són oposades, les joves flexibles i piloses.
Les fulles són oposades, grans, gruixudes i toves, rugoses, ovals i cordades a la base, dentades-crenades, de color verd grisenc, pubescents a l'anvers i densament tomentoses al revers amb nervació sobresortint, el limbe de 3,5 a 10 (13) cm.
Les flors petites (diàmetre 5–9 mm) d'un color blanc groguenc, oloroses, agrupant-se en inflorescències corimbiformes (diàmetre 6–10 cm) semblants a les del marfull (Viburnum tinus). Amb la corol·la en forma de campana oberta en 5 lòbuls. Floreix d'abril a maig.
El fruit és una drupa d'uns 8 mm de llargada, ovoide aplanada, vermella que es torna negra en madurar.

## Ecologia
Requeriments d'il·luminació. És una espècie de mitja ombra.
Sòl. Terrenys argilosos, llimosos o d'al·luvió. pH bàsic o lleugerament àcid.
Requeriments d'humitat. És una espècie d'àmplia tolerància respecte als requeriments hídrics.

## Distribució
És una espècie originària de l'Europa meridional, occidental i central. Creix principalment en rouredes seques de roure martinenc i roure valencià, tot i que també pot trobar-se en boscos caducifolis més humits. És força comuna a les boixedes, a la bardissa i fins i tot a la pineda de pi roig. Al Bages, el tortellatge creix preferentment als boscos de la meitat nord, més freda.
Creix a una altitud entre els 200 i els 2000 metres.
Manca a les Illes Balears.